# George O'Malley
George O'Malley è stato un personaggio della serie televisiva Grey's Anatomy, interpretato da T. R. Knight.

## Descrizione
George è uno dei coinquilini di Meredith. Ha un'infatuazione per lei sin dal loro primo incontro, che sembra finire in seguito alla storia di una notte in cui Meredith comincia a piangere durante l'intimità. Spesso è il più emotivo tra gli uomini dell'ospedale, e ha una personalità positiva, molto differente da quella dei suoi fratelli. George si è laureato all'Oregon Health and Sciences University. Ha avuto una ragazza, un'infermiera dell'ospedale chiamata Olivia, da cui ha contratto la sifilide.
Nella seconda stagione, George si accorge di essere ancora innamorato di Meredith Grey e decide di troncare la storia con Olivia, spiegandole che è innamorato di un'altra ragazza.
Sempre nella seconda stagione si evidenzia la personalità molto socievole di George, il quale stringe un'intensa amicizia con la dottoressa Izzie Stevens. George instaura uno splendido rapporto anche con il cardiochirurgo Preston Burke, il quale lo vuole spesso nei suoi interventi e simpaticamente chiama O'Malley "il mio uomo".
Quest'amicizia si intensifica quando George dopo la notte con Meredith in cui viene usato, si rifiuta di tornare nella casa di Meredith ed è qui che Burke lo ospita a casa sua, nonostante il parere contrario della sua fidanzata, la dottoressa Cristina Yang.
George sarà anche protagonista di una sublime operazione a cuore aperto in un ascensore (dove a causa della mancanza di corrente e della non disponibilità dei generatori di corrente fu costretto a operare in ambiente non sterile), dove salvò la vita a un poliziotto. Proprio la sua dolcezza, la semplicità e la sua aria da bambino porta la dottoressa Callie Torres a innamorarsi di lui, tant'è che, sempre nella seconda stagione, la loro storia d'amore ha inizio.
Muore nell'ultimo episodio della quinta stagione, investito da un autobus mentre salva la vita ad una donna.

## Storia del personaggio

### Terza stagione
George sta insieme alla dottoressa Callie Torres, un chirurgo ortopedico del Seattle Grace, ma il comportamento indifferente di George nei suoi confronti nella terza stagione la porterà ad allontanarsi da lui. Durante un viaggio in campeggio, George viene a sapere dal dott. Alex Karev che Callie è andata a letto con il chirurgo plastico Mark Sloan ed è anche testimone di uno dei tremori di Burke. George cerca un chiarimento con Cristina sui problemi di Burke dopo che a suo padre viene diagnosticato un cancro esofageo e una valvola aortica difettosa, problemi che richiedono un intervento di chirurgia. Consapevole delle attuali e dubbie abilità di Burke come chirurgo, George contatta la dottoressa Erica Hahn per compiere la sostituzione della valvola di suo padre.
La sua relazione con Callie diventa più tesa quando George l'affronta per la sua storia con il dottor Mark Sloan, ma quando le condizioni di suo padre peggiorano, George permette lentamente a Callie di rientrare nella sua vita. George è distrutto per la difficile decisione di staccare le macchine che tengono in vita suo padre dopo le complicazioni in seguito all'operazione per rimuovere il tumore. Per provare a superare la morte del padre, George si isola e instaura un rapporto esclusivamente sessuale con Callie. Callie cerca di evitarlo perché lei non vuole avere un rapporto basato solo sul sesso, ma lui dice che sarebbe felice di vivere con lei e che l'ama. George le chiede di sposarlo a Las Vegas. Otto giorni dopo George e Callie entrano in ospedale, e George annuncia a tutti che si è sposato con Callie a Las Vegas, lasciando sconcertati tutti i suoi amici specializzandi, soprattutto Izzie. George è stato chiamato in vari modi come: Cucciolo, 007, Detective Spugna, Bambi e George Curioso dagli altri tirocinanti.

### Quarta stagione
Nella quarta stagione divorzia da Callie dopo un periodo di stallo del loro matrimonio; i suoi dubbi aumentano quando parla con la madre di Burke in visita al Seattle Grace per riprendersi alcuni oggetti di suo figlio.

### Quinta stagione
Lascia il Seattle Grace alla fine della quinta stagione per arruolarsi nell'esercito ma, avendo ricevuto un giorno di riposo dal capo (si viene a sapere quando una "coalizione" di amici/colleghi cerca invano George nell'ospedale per convincerlo a desistere dall'arruolarsi) con il consiglio di passarlo con la madre e avendolo accettato, attende di prendere un autobus per recarsi da lei. Per salvare una ragazza da uno scontro con il mezzo, viene investito e trascinato egli stesso dall'autobus e ne resta gravemente ferito e sfigurato in volto: nessuno dei colleghi lo riconosce, tranne Meredith ma solo quando le scrive con un dito 007 sulla mano, uno dei nomignoli con cui lo chiamavano i tirocinanti. Izzie fu l'ultima a saperlo, ma ebbe la fortuna di incontrare George quando lei è in punto di morte. Fu dichiarato in morte cerebrale e i suoi organi furono donati.

### Diciassettesima stagione
Appare nel sogno di Meredith mentre è in coma e le racconta di essere fiero di lei.